# Khotkovo

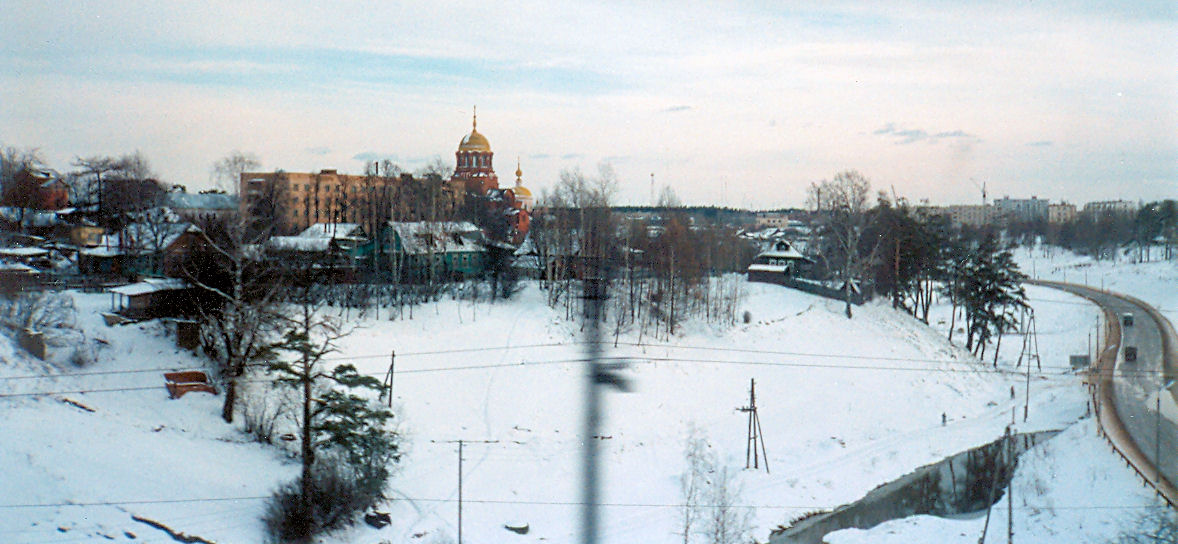
Khotkovo nhìn từ tàu hỏa

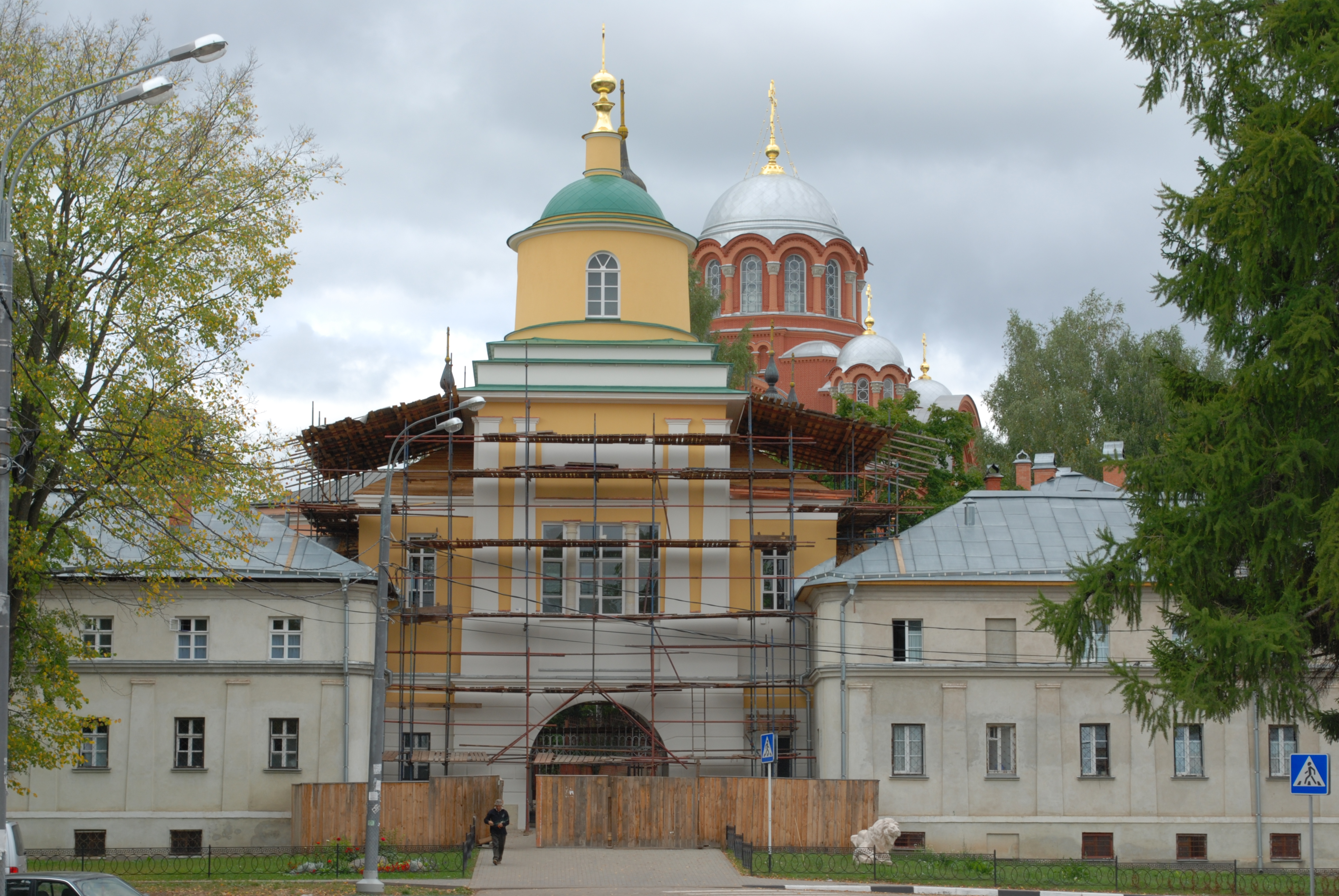

Khotkovo (tiếng Nga:) là một thị xã Nga. Thành phố này thuộc chủ thể Moskva Oblast, 60 kilômét (37 mi) về phía đông bắc Moskva và 11 kilômét (6,8 mi) tây nam Sergiyev Posad, trên tuyến đường sắt Moscow–Yaroslavl. Thị xã có dân số người (theo điều tra dân số năm 2002). Đây là thành phố lớn thứ của Nga theo dân số năm 2002. Dân số qua các thời kỳ: 21,612 (Điều tra dân số 2010); 20,957 (Điều tra dân số 2002); 23,343 (Điều tra dân số năm 1989); 20,000 (1974).